# Анийский собор

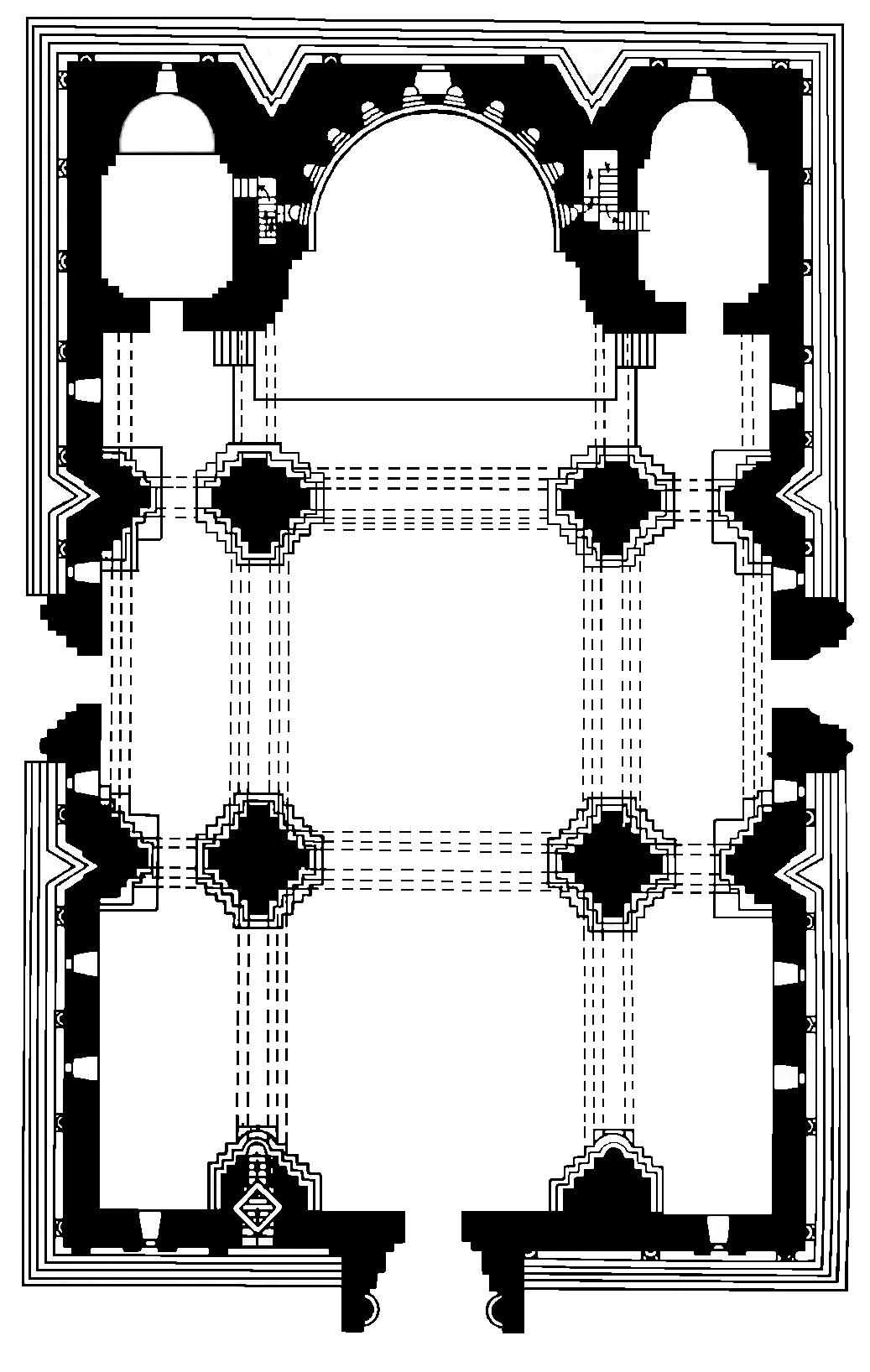
План собора

Кафедральный собор Святой Девы в Ани, или Анийский собор — армянский кафедральный собор в городе Ани, столице средневековой Багратидской Армении, расположенной на территории современной восточной Турции, на границе с современной Арменией. Возведён в 989—1001 годах по проекту архитектора Трдата, придворного архитектора Багратидов.
В 1064 году, после завоевания Ани сельджуками, собор был превращен в мечеть. Позже он снова стал использоваться как армянская церковь. В конечном итоге, он пострадал во время землетрясения 1319 года, когда его конический купол рухнул. Впоследствии Ани постепенно опустела, а церковь пришла в упадок.
Собор считается самым большим и впечатляющим сооружением Ани и почти полвека служил резиденцией католикоса, главы Армянской апостольской церкви. Он, как и весь город, был внесен в список Всемирного наследия ЮНЕСКО в 2016 году. В настоящее время сохранились руины сооружения.

## Различные названия
На современном армянском языке собор обычно называют Անիի մայր տաճար, Ании майр тачар, а на турецком языке Ани Катедрали, что означает «собор Ани». Исторически, однако, он был известен на армянском языке как Անիի Կաթողիկե, Ании Кат’охике. Собор также известен как Анийская церковь Святой Богородицы (арм. Անիի Սուրբ Աստվածածնի եկեղեցի, Ании Сурб Аствацацни екехеци ;  тур. Meryem Ana Katedral) и Великий Кафедральный собор Ани (Մեծ Կաթողիկե, Мец Кат’охике; тур. Büyük Katedral — Бююк Катедрал).

## История

### Основание и ранняя история

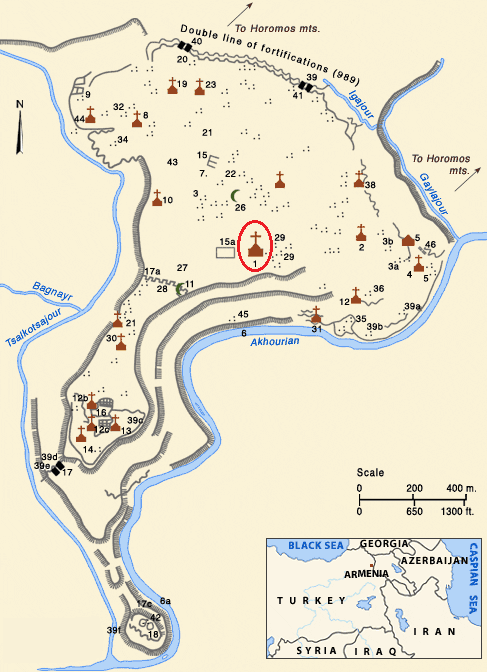
Расположение собора на схеме города Ани

После более чем двухвекового арабского правления Армения обрела независимость при династии Багратидов (Багратуни) примерно в 885 году. Царь Ашот III сделал Ани столицей в 961 году, после чего город превратился в процветающий городской центр с населением 100 000 человек. Строительство собора началось в 989 году. Архитектор Трдат был уполномочен багратидским царем Смбатом II построить собор в новой столице Армянского царства. Строительство было остановлено, когда Смбат умер в 989 году, согласно надписи на южной стене. Между тем, Трдат был нанят, чтобы руководить восстановлением купола собора Святой Софии в Константинополе, который рухнул в результате землетрясения. Трдат вернулся из Константинополя в 993 году. Строительство продолжила и завершила королева Катранида (Катрамиде), жена короля Гагика I, брата и преемника Смбата. Он был завершён в 1001, либо в 1010 году. По словам Кристины Маранчи, общепринятой датой завершения является 1001 год, но, возможно, он был продлён до 1010 года. Противоречие основано на прочтении надписи на северной стене собора. Собор служил резиденцией католикоса, главы Армянской Апостольской церкви с момента её основания в 1001 году до середины XI века (1046 или 1051). Таким образом, около полувека Ани был как религиозным, так и светским центром Армении.
На его коническом куполе изначально стоял серебряный крест, а в соборе висела хрустальная люстра, купленная королём Смбатом II из Индии. В 1010-х годах, во время правления католикоса Саркиса I, рядом с собором был возведен мавзолей, посвящённый девам Рипсиме. Мавзолей построен на останках, привезенных из Вагаршапата (Эчмиадзина). В 1040—1050-х годах на восточной и западной стенах собора остались надписи о городских проектах, таких как восстановление оборонительных стен, прокладка водопровода и облегчение налогового бремени для жителей Ани.

### Более поздняя история
Ани сдался Византийской империи в 1045 году, которая удерживала его до 1064 года, когда город был захвачен сельджуками во главе с Алп-Арсланом. Алп-Арслан и его воины совершили свою первую молитву в Ани в соборе. Следовательно, собор был преобразован в мечеть и назван мечетью Фетхие  (тур. Fethiye Camii). Официальные турецкие источники часто упоминают его под этим именем.
В 1124 году шаддадидский эмир Ани поместил полумесяц на куполе собора. В ответ армяне Ани обратились к царю Грузии Давиду IV с просьбой захватить Ани, после чего собор вернулся в христианское пользование. Однако только через два года, в 1126 году, Ани перешёл под контроль Шеддадидов. В течение XII века историки Мхитар Анеци, Самуел Анеци и философ Ованес Саркаваг служили в соборе на различных должностях. Мхитар был старшим священником в соборе во второй половине века. В 1198 году Ани был завоёван грузино-армянскими князьями Закаридами, под властью которых собор процветал. В 1213 году богатый купец Тигран Гоненц отреставрировал ступени собора.

### Разрушение и заброшенное состояние

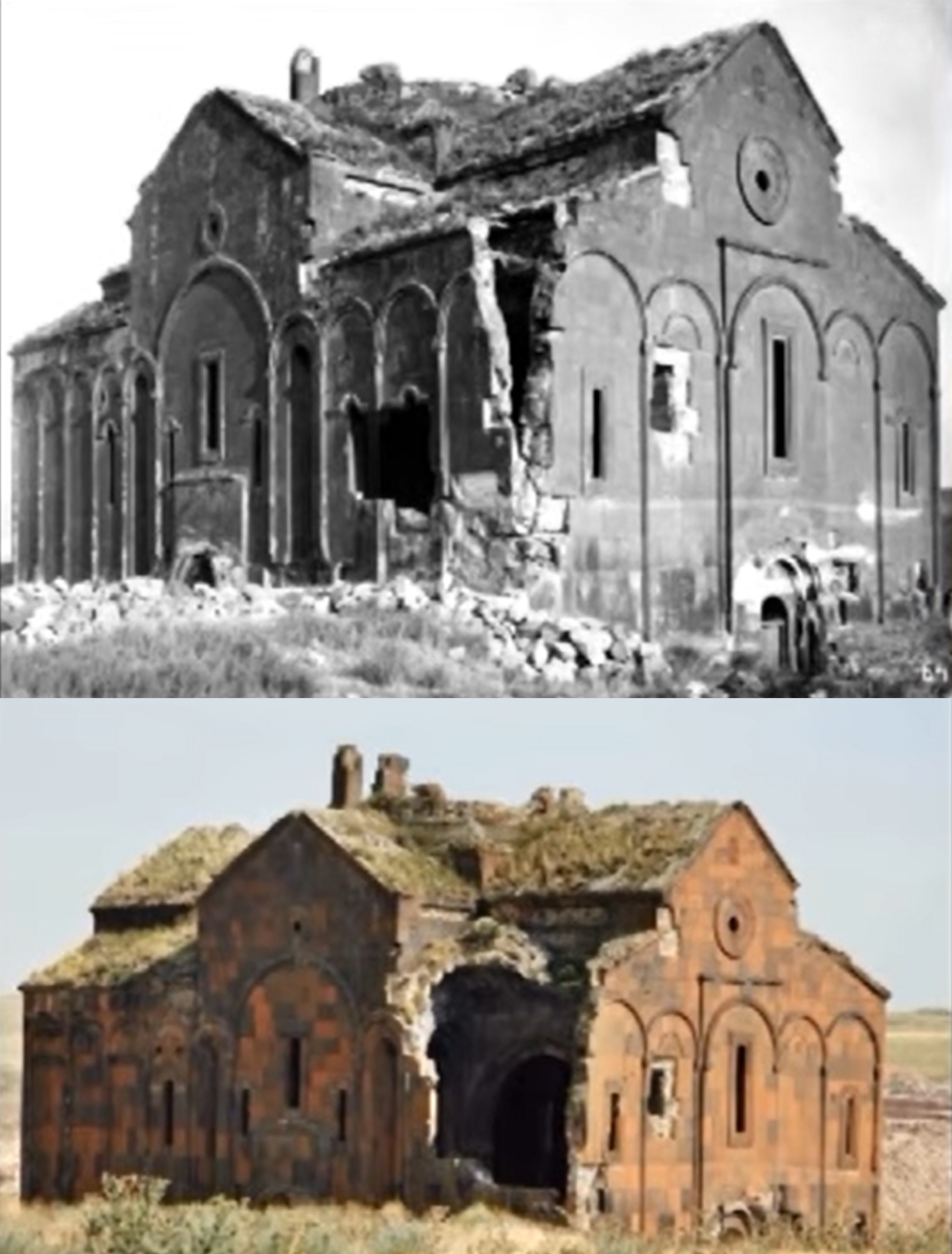
Состояние собора после Спитакского землетрясения 1988 года

Долгосрочный упадок Ани начался в 1239 году, когда монголы разграбили город и вырезали его население. В 1319 году в Ани произошло разрушительное землетрясение. Это привело к обрушению конического купола собора. К XVIII веку Ани был полностью заброшен. Барабан, как сообщается, рухнул во время землетрясения 1832 или 1840 . Вараздат Арутюнян утверждает, что весь купол рухнул в 1319 году.
Северо-западный угол собора сильно пострадал от землетрясения 1988 года с эпицентром на севере современной Армении. В результате образовалась большая зияющая дыра. По данным VirtualAni, это также вызвало «серьезный разрыв в юго-западном углу; к 1998 году здесь начали падать части крыши». Лаврентий Барсегян писал в 2003 году, что ущерб от землетрясения был настолько велик, что все здание рухнет, если его не укрепить и не восстановить.
В середине 2000-х турецкие охранники в поисках сокровищ прорыли большую яму на полу апсиды собора. Кроме того, охотники за сокровищами раскопали могилу, которая могла быть могилой королевы Катранид, рядом с западным фасадом собора. Он был обнаружен французскими археологами в 2002—2003 годах. Рядом были перевёрнуты дополнительные надгробия с армянскими надписями.

## Усилия по сохранению

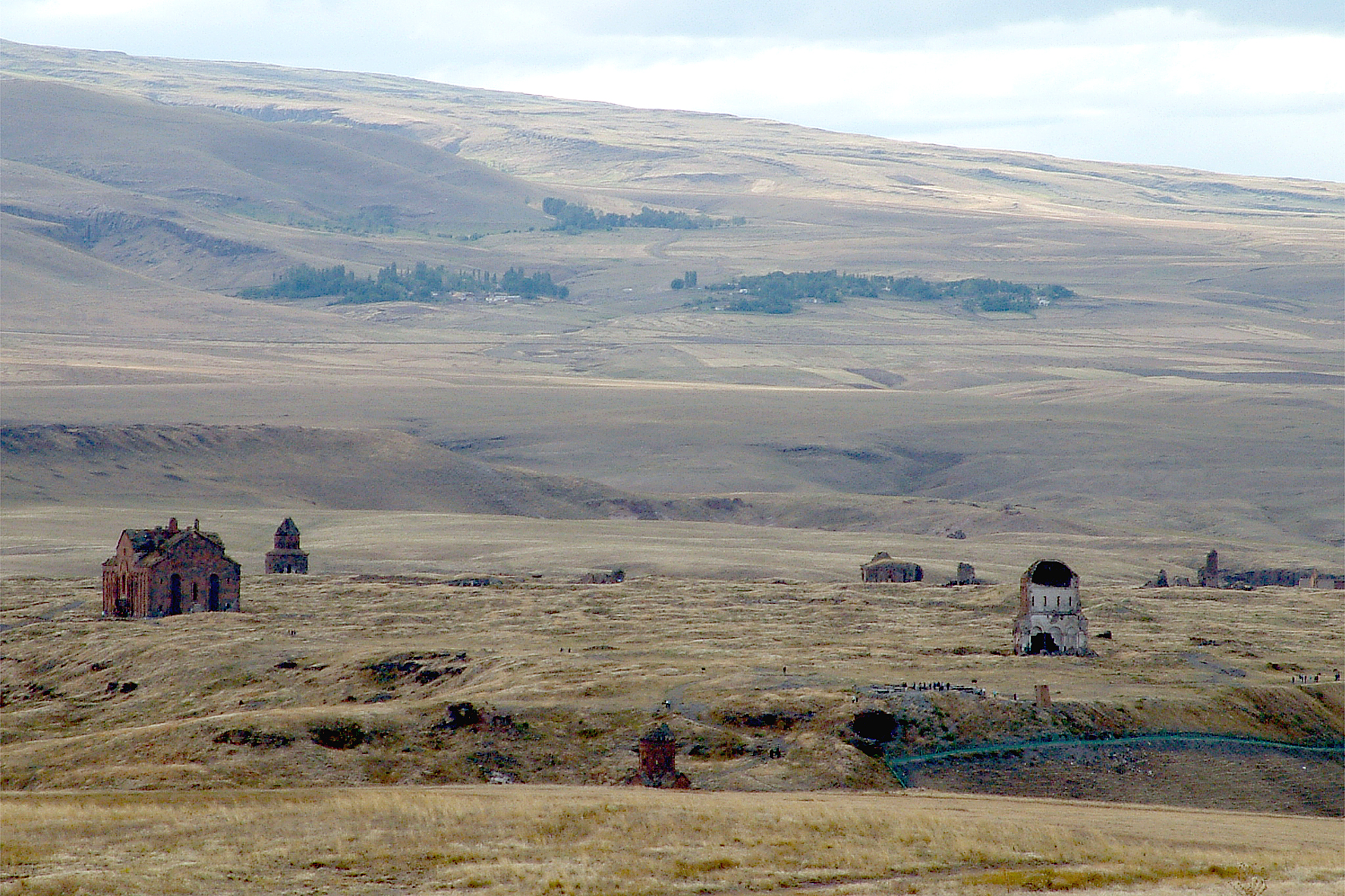
Вид на Ани из Армении. Собор виден у левого края, а церковь Спасителя — справа.

Ани внесен в список Наблюдения за мировыми памятниками (World Monument Watch) Всемирного фонда памятников (World Monuments Fund) с 1996 года. В мае 2011 года WMF и Министерство культуры Турции запустили проект по сохранению собора и близлежащей церкви Искупителя. Проект финансируется Посольским фондом сохранения культурного наследия Государственного департамента США. Перед началом проекта вокруг собора была установлена стальная конструкция, чтобы предотвратить обрушение потрескавшихся стен из песчаники. WMF и его турецкий партнёр Anadolu Kültür заявили, что будут работать над «стабилизацией и защитой» собора. Министр культуры Турции Эртугрул Гюнай заявил: «Мы надеемся, что новая жизнь остаткам когда-то великолепных зданий, таких как Анийский собор и церковь, откроет новые экономические возможности для региона». Официальные лица Армении отреагировали с определённой долей скептицизма.
По словам президента ИКОМОС — Армения Гагика Гюрджяна, министерство культуры Турции отклонило предварительную договоренность между Anadolu Kültür и армянской стороной о привлечении армянских специалистов к реставрационным работам. Осман Кавала, президент Anadolu Kültür, заявил, что отсутствие официальных двусторонних отношений между Арменией и Турцией могло помешать включению армянских экспертов в проект. Кавала заявил в интервью 2011 года, что на проект будет потрачено около 1 миллиона долларов, который должен был начаться в 2012 году и завершиться через 4 года. Явуз Озкая, архитектор, участвовавший в проектах, реализованных в Ани, заявил в марте 2014 года, что исследования по сохранению и реставрации собора завершены, и они приступили к реализации. Эти работы будут заключаться в расчистке кровли, установке

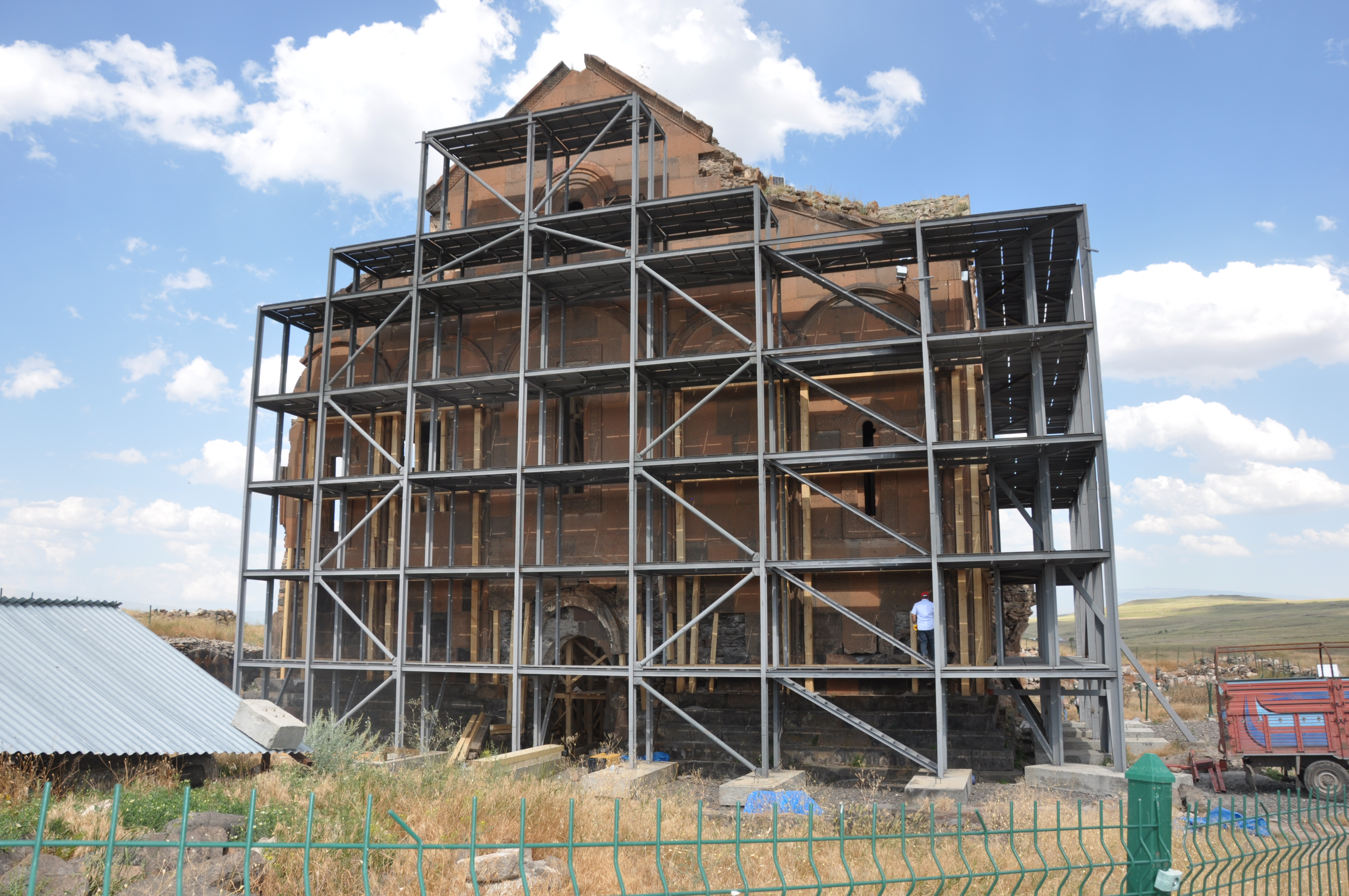
Собор на реставрации в 2018 году

временной конструкции на стыке между западной и южной стенами, укреплении, доработке черепицы и принятии профилактических мер.
Археологические раскопки Ани были внесены в список Всемирного наследия ЮНЕСКО 15 июля 2016 года. По словам историка искусства Хегнара Ватенпау, это «обеспечит значительные преимущества в плане защиты, исследовательского опыта и финансирования». В апреле 2018 года Некметтин Альп, директор музея Карса, заявил, что реставрационные работы в соборе начнутся в конце этого месяца. В 2019 году Всемирный фонд памятников (WMF) и Anadolu Kültür начали «экстренное временное вмешательство» для сохранения собора. В 2021 году WMF при поддержке Международного альянса по защите наследия в зонах конфликтов (Фонд АЛИФ) начал второй этап, «сосредоточив внимание на реализации долгосрочного плана вмешательства по восстановлению всего собора».

## Архитектурные особенности
Храм относится к созданному в Армении ещё в VII веке типу купольных базилик, несколько развитому и видоизменённому. Строгое и выразительное решение наружных стен собора несколько смягчается их декоративным убранством: аркатурой на парных тоненьких полуколонках, врезанными в стены нишами с богато отделанными завершениями, изящной резьбой, оконными обрамлениями, энергично выступающими портиками входов и т. д.
Характер интерьера собора в целом отличается динамичностью и стройностью пилонов, поддерживающих лёгкие, как бы парящие над внутренним пространством стрельчатые арки и своды. Широкая перспектива центрального нефа завершается алтарной абсидой, обработанной внутри девятью полукруглыми в плане нишами. Четыре мощных и широко расставленных пилона поддерживали купол, рухнувший в 1319 году.
Высокие архитектурно-художественные достоинства собора, ставшего важной вехой в развитии церковной архитектуры Армении, получили высокую оценку европейских учёных (Й. Стржиговский и др.), считавших, что в интерьере этого храма были применены принципы, получившие дальнейшее развитие в готической архитектуре, широко распространившейся в XII—XIV вв. в странах Западной Европы.

### Описание

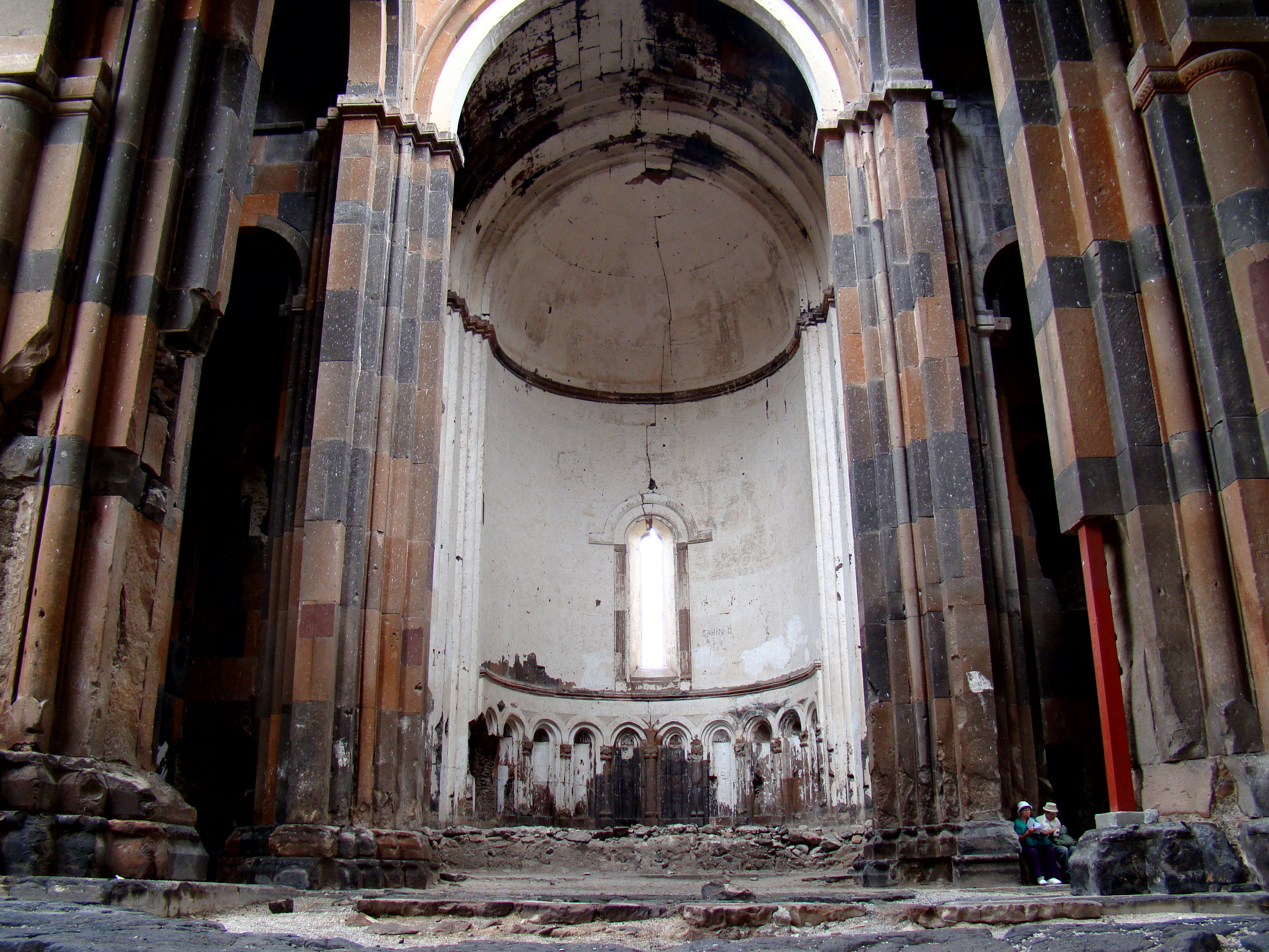
Интерьер собора

Собор представляет собой купольную базилику центральной планировки.  По словам Вараздата Арутюняна, по своему плану и размерам он воспроизводит две купольные базилики VII века — Мренский собор и церковь Святой Гаяне. Ричард Краутхаймер считает, что он похож на план Талинского собора VII века, за исключением нескольких отличий. Купол поддерживался подвесками и стоял на «пересечении четырех цилиндрических сводов, возведенных в крестообразную форму и увенчанных остроконечными крышами». В интерьере «отдельно стоящие опоры делят пространство на три прохода, неф которых заканчивается восточной апсидой, окруженной двухэтажными боковыми часовнями».  Сирарпи Тер-Нерсесян отмечает, что его интерьер впечатляет «гармонией пропорций». Она описывает: «Слепая аркада с тонкими колоннами и богато украшенными арками, тонкие переплетения, вырезанные вокруг дверей и окон, добавляют красоты внешнему виду».
Собор построен преимущественно из жёлтого, но также чёрного и красного полированного туфа. Он имеет три входа. Главный находится на западной стороне. Входы с северной и южной сторон хоть и второстепенные, но богато украшены. Его окна узкие и длинные, с орнаментированными рамами. Григорис Балакян считает, что его интерьер, построенный из крупных полированных камней, «кажется более впечатляющим, чем снаружи».

### Размеры
Собор имеет длину 34,3 метра и ширину 21,9 метра. Первоначально высотой 38 метров это было самое высокое сооружение Ани — очень большой по меркам армянской архитектуры. Мурад Асратян утверждает, что большие размеры и богатое убранство символизируют возрождение армянской государственности при Багратидах.
Кристина Маранчи описывает свою «чрезвычайно предварительную» гипотезу о том, что относительно большие пропорции собора могли быть «отражением памяти Трдата об огромных непрерывных пространствах» собора Святой Софии в Константинополе, купол которого он отремонтировал.  Х.Ф.Б. Линч утверждал, что это маленькое, если судить по европейским стандартам, но «тем не менее величественное здание». Луиджи Виллари писал в своей книге о путешествиях по Кавказу 1906 года: "Издалека кажется, что это простое прямоугольное сооружение без каких-либо архитектурных претензий. Но при ближайшем рассмотрении оказывается, что это здание действительно необычайной красоты и совершеннейших пропорций.

### Оценка специалистов
Собор широко известен как шедевр армянской архитектуры. Это самое большое и впечатляющее сооружение Ани. Армен Казарян описывает его как самое значительное сооружение всего багратидского периода. Он известен новаторскими архитектурными решениями. Авторы «Глобальной истории архитектуры» (2010 года) писали, что он «заслуживает быть включенным в список основных памятников того времени из-за его стрельчатых арок, сгруппированных колонн и опор».
Сирарпи Тер-Нерсесян утверждала, что он «заслуживает быть в числе важных образцов средневековой архитектуры». Дэвид Роден Бакстон предположил, что он «достоин … гораздо большей известности, чем то, что на самом деле его окружает». Х.Ф.Б. Линч описал его как «памятник высочайшего художественного достоинства, обозначающий уровень культуры, который намного опережал современные стандарты на Западе». Йозеф Стшиговский утверждал, что собор является самым ценным достижением армянской архитектуры с европейской точки зрения. Дэвид Лэнг писал, что методы строительства собора «намного опережают современную англосаксонскую и нормандскую архитектуру Западной Европы».
Ричард Фене Спирс писал в Британской энциклопедии XI века (1911 года):

Самый важный пример армянского стиля находится в соборе в Ани, столице Армении 1010 г. н.э. В этой церкви обнаружены стрельчатые арки и кластерные опоры со всеми характеристиками завершенного стиля стрельчатых арок, которые, как отмечает Джеймс Фергюссон, «могут быть найдены в Италии или на Сицилии в XII или XIV веке». Внешне стены украшены высокими глухими аркадами, похожими на те, что в Пизанском соборе и других церквях того же города, построенных, вероятно, пятьдесят лет спустя. Замысловатая резьба на оконных откосах и слезниках, вероятно, заимствована из изразцового убранства, встречающегося в Персии.

### Подражания в армянской архитектуре

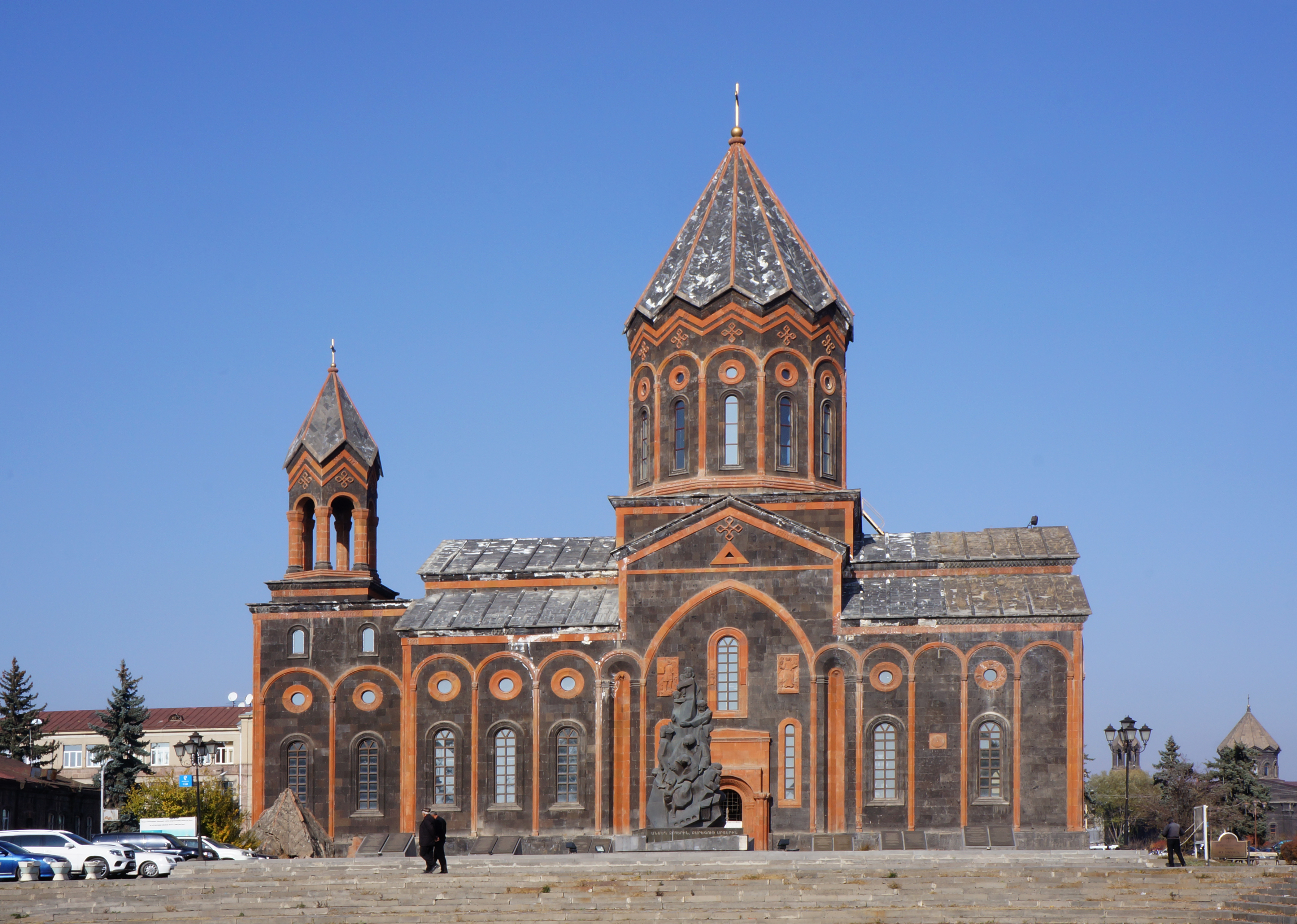
Церковь Святого Спасителя в Гюмри, построенная в 1873 году.

Главный храм Мармашенского монастыря (988—1029 гг.) считается миниатюрой Анийского собора. Ричард Краутхаймер писал, что внешние стены как церкви Мармашен, так и собора Ани «сочленены слепыми аркадами, опирающимися на тонкие колонны, одиночные или парные». Между ними есть существенные структурные различия. Степан Мнацаканян отметил, что сходство ограничивается внешним убранством, потому что есть существенные различия в их планировках.
План церкви Святого Спасителя в Гюмри, завершенный в 1873 году, основан на плане собора Ани. Однако церковь значительно больше собора и не является его точной копией.
Глухие аркады на трех апсидах Армянского собора Львова, добавленные незадолго до 1902 года, представляют собой «удивительно точное воспроизведение аналогичного украшения» на внешних стенах Анийского собора.

### Ассоциация с готической архитектурой
Некоторые европейские учёные, особенно учёные Ближнего Востока, предположили, что использование стрельчатых арок и кластерных опор в соборе повлияло на развитие готической архитектуры. Теорию популяризировал Йозеф Стржиговский, который был первым европейцем, тщательно изучившим армянскую архитектуру, и отводил Армении центральное место в европейской архитектуре. Стржиговский писал в «Происхождении христианского церковного искусства» (1920 г.): «Приятно видеть в церкви до 1000 г. н. э. строителя, придворного архитектора Трдата, который так логично и успешно перенес армянское искусство из „романского“ в „готический“.» Несколько других ученых предложили эту точку зрения до него, в том числе Г. Ф. Б. Линч (1901), Уильям Летаби (1912) и другие. Линч предположил, что собор имеет «многие черты готического стиля, восточное происхождение которого он устанавливает».  Летаби описал собор как «на удивление/ как ни странно западным». Изучая возможное влияние кавказской архитектуры на Запад, Дэвид Роден Бакстон писал о соборе Ани в 1937 году:

... внутри он имеет подобие готического собора, подобные тем, которые два века спустя можно было встретить в Западной Европе. Пары сгруппированных колонн поддерживают высокий остроконечный свод, а по обеим сторонам находится проход с узкими остроконечными арками, как в «раннеанглийском» стиле. Это, несомненно, поразительный пример параллельной эволюции, даже если отбросить все мысли о связи с готикой.
Сесил Стюарт отметила, что наиболее интересными особенностями собора являются его «остроконечные арки и своды, а также группировка или соединение колонн в готическом стиле». Для Дэвида Талбота Райса собор «на удивление готичен в каждой детали». Дэвид Маршалл Лэнг утверждал, что появление остроконечных арок и кластерных опор вместе «считается одним из отличительных признаков зрелой готической архитектуры». Кристина Маранчи утверждает, что собор с его «профилированными опорами и арками … предвосхищает своей линейной элегантностью готический стиль зданий, таких как Нотр-Дам».
Рубен Поль Адалян писал: «Интерьер с его остроконечными арками и кластерными опорами, поднимающимися к ребристым потолочным сводам, включал новшества, параллели которых появятся в готической архитектуре Западной Европы столетие спустя». Теория нашла поддержку среди армянских историков архитектуры, таких как Торос Тораманян, Тиран Марутян, Мурад Асратян. Предполагаемое влияние на готику также было отмечено Всемирным фондом памятников и Посольским фондом сохранения культурного наследия..
Однако искусствовед Сирарпи Тер-Нерсесян отвергла постулированный «протоготический» характер стрельчатых арок собора Ани, которые, по ее утверждению, «не выполняют ту же функцию поддержки свода». Адриан Стоукс видел в соборе «некоторый баланс между архитектурой стен и линейной готикой будущего», он не обнаружил «чувства массы и пространства, которое завораживает его в Римини или дворе кватроченто Лучано Лаураны во дворце Урбино.» Сайт Virtual Ani пишет, что «нет никаких доказательств того, что существовала связь между армянской архитектурой и развитием готического стиля в Западной Европе». Люси Дер Мануэлян утверждает, что есть документальные свидетельства присутствия армян в Западной Европе в средние века, которые могли нести эту информацию на Запад.

## Символизм и значение для армян

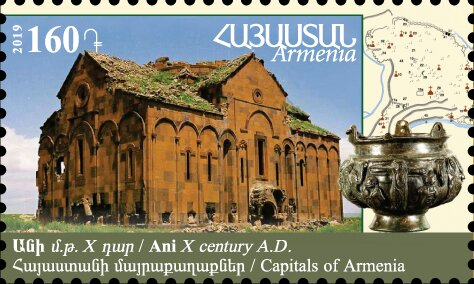
Анийский собор на почтовой марке Армении, 2019

В 1989 году в США при поддержке Восточного Прелатства Армянской Апостольской Церкви Америки прошла серия мероприятий под названием «Слава Ани», посвященных тысячелетию собора Ани. Симпозиум состоялся в Историческом обществе Нью-Йорка 21 октября 1989 г. 
В июне 2011 года в соборе прошла церемония выпуска студентов-историков Ереванского государственного университета (ЕГУ). С тех пор в соборе проходят выпускные церемонии некоторых факультетов ЕГУ. Постановщик народных танцев Гагик Гиносян с супругой вместе со своими друзьями устроили в соборе обряд венчания.
В сентябре 2011 года сотрудники Ширакского исследовательского центра арменоведения НАН Армении совершили паломничество в собор, где провели научные чтения по истории Ани.

## В турецкой политике
Президент Турции Абдуллах Гюль посетил собор 23 июля 2008 года во время визита в Ани.

### Мусульманская молитва в 2010 году
1 октября 2010 года в соборе был проведен мусульманский молебен членами и сторонниками крайне правой Партии националистического движения (ПНД). Формальным событием было празднование завоевания Ани сельджуками в 1064 году, но многие восприняли это как ответную акцию националистов на христианскую мессу — первую после Геноцида армян 1915 года — в Ахтамарском соборе на озере Ван 19 сентября. Около двух тысяч человек, в том числе высокопоставленные члены ПНД, такие как лидер партии Девлет Бахчели, приняли участие в молитве. Толпа размахивала турецкими флагами и скандировала «Аллаху Акбар», прежде чем вознести молитвы в соборе и вокруг него. Их сопровождал Османский военный оркестр. Молитва была санкционирована Министерством культуры Турции, в ней приняли участие верующие из Азербайджана и транслировалась в прямом эфире тремя азербайджанскими телеканалами.
Молитва широко осуждалась за её политический характер. Депутат от правящей ПСР назвал это незаконным «политическим шоу», связанным с мессой в Ахтамаре, а историк искусства Хегнар Ватенпо назвал это событие «театрально-политическим приемом». По словам Ариса Налджи из турецко-армянской ежедневной газеты «Агос», оно было «адресовано туркам, а не армянам». Согласно комментарию, подготовленному Yapı Kredi Bank Economic Research, «сцена выглядела неловко для подавляющего большинства турок». Обозреватель Hürriyet Daily News Юсуф Канли охарактеризовал это как «попытку [Бахчели] привлечь и отыграть потерянные националистически-консервативные голоса» избирателей. Турецко-армянский журналист Маркар Есаян написал в Taraf, что то, что Бахчели сделал в Ани, было «по сути, эксплуатацией религии».
Армянская Апостольская церковь обвинила турецкие власти в «разрушении армянских памятников и незаконном присвоении исторических армянских святынь и культурных ценностей». Ученый-архитектор Самвел Карапетян саркастически заметил: «Теперь у нас есть повод для радости. Веками наши храмы осквернялись и превращались в туалеты, а теперь всего лишь навсего совершают намаз».

### Инцидент 2020 года
В феврале 2020 года в сети появилось видео, на котором женщина пела музыку мейхане на беме собора, а Первин Эрсой, жена Мехмета Эрсоя, министра культуры и туризма Турции, стояла в толпе и хлопала в ладоши.

## Галерея

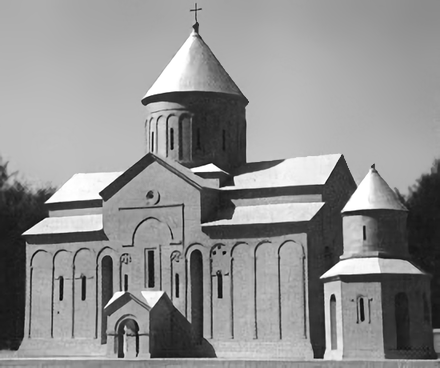
Реконструкция собора, выполненная Тороманяном Т.А.
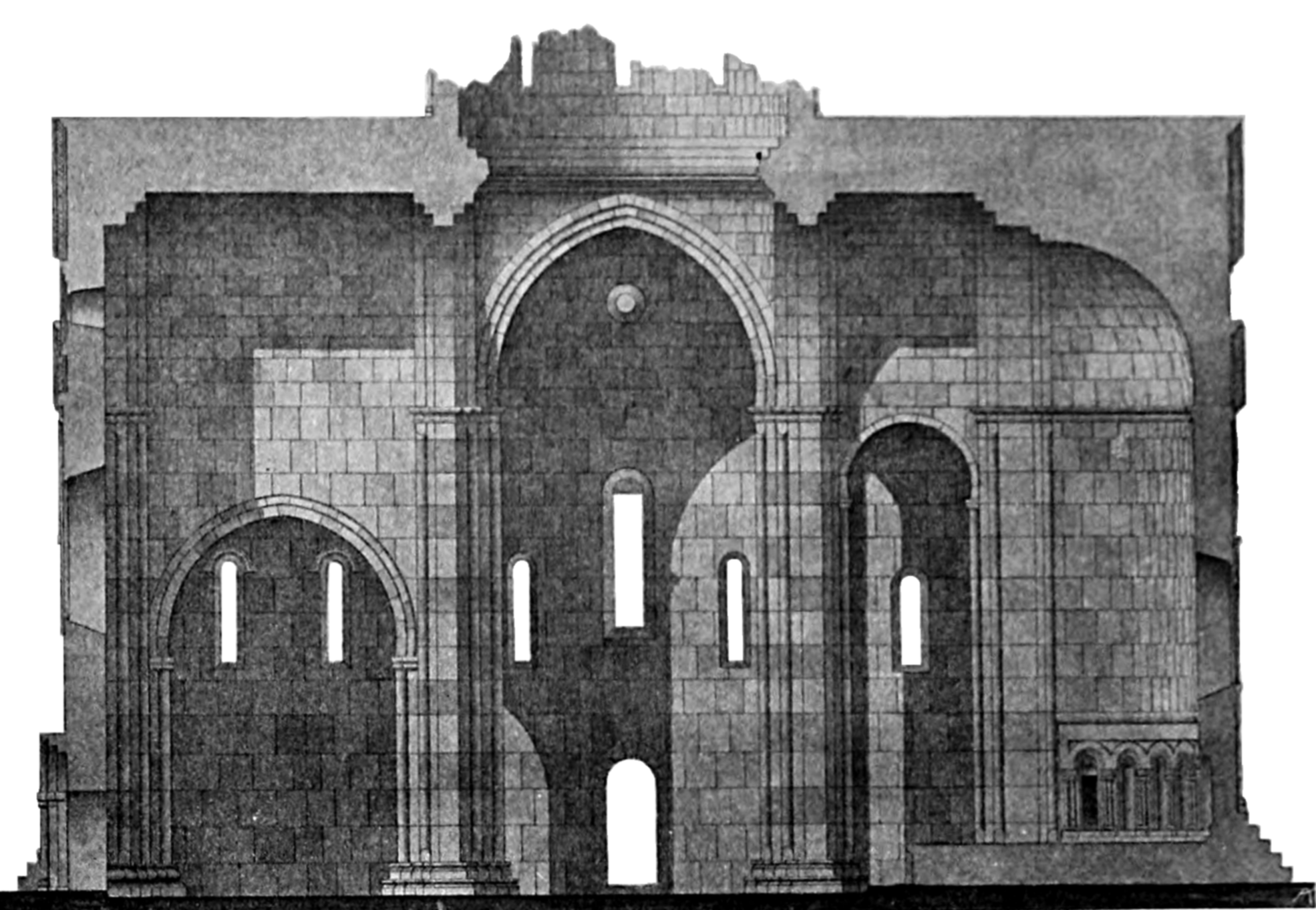
Разрез собора, выполненный Тороманяном Т.А.
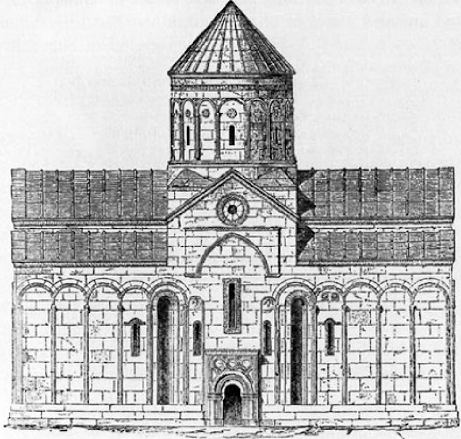
Макет собора, выполненный Шарлем Тексье (1842 год)
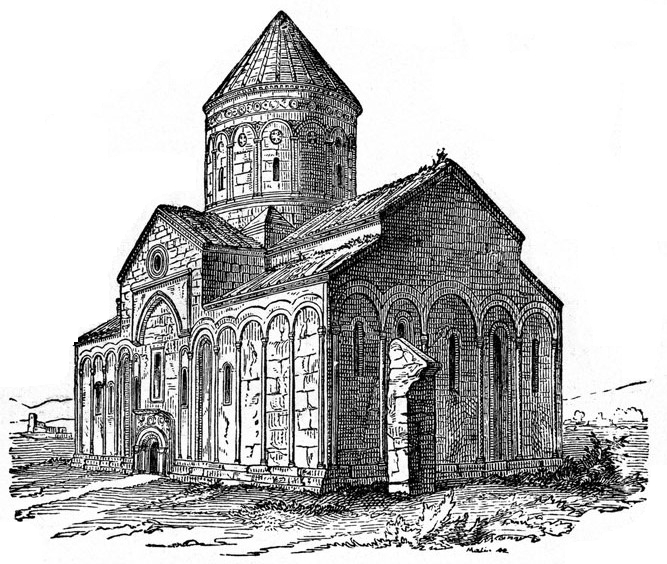
Макет собора, выполненный Вильгельмом Любке (1881 год)
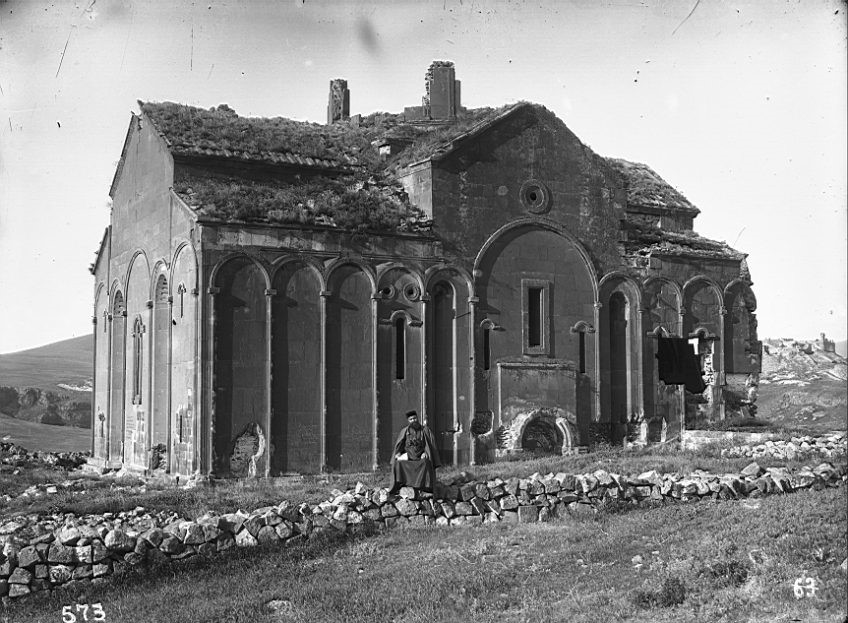
Фотография 1905 года
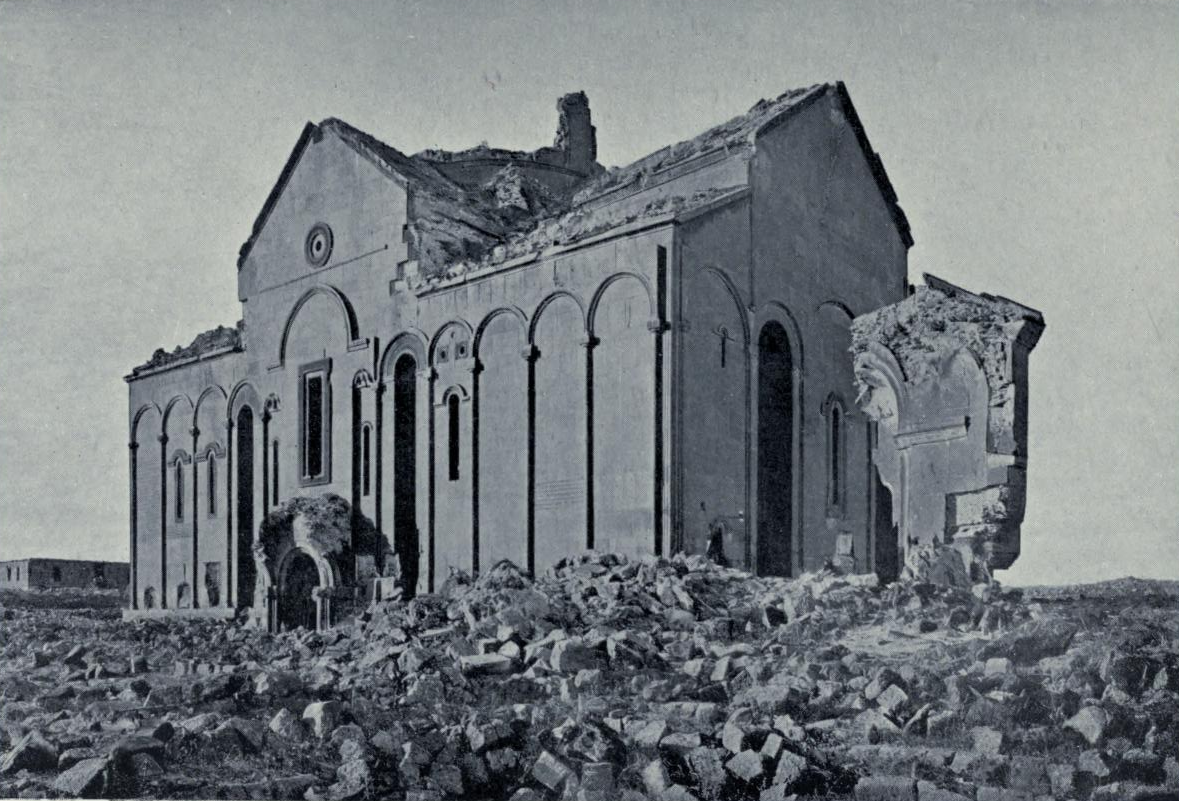
Фотография 1912 года
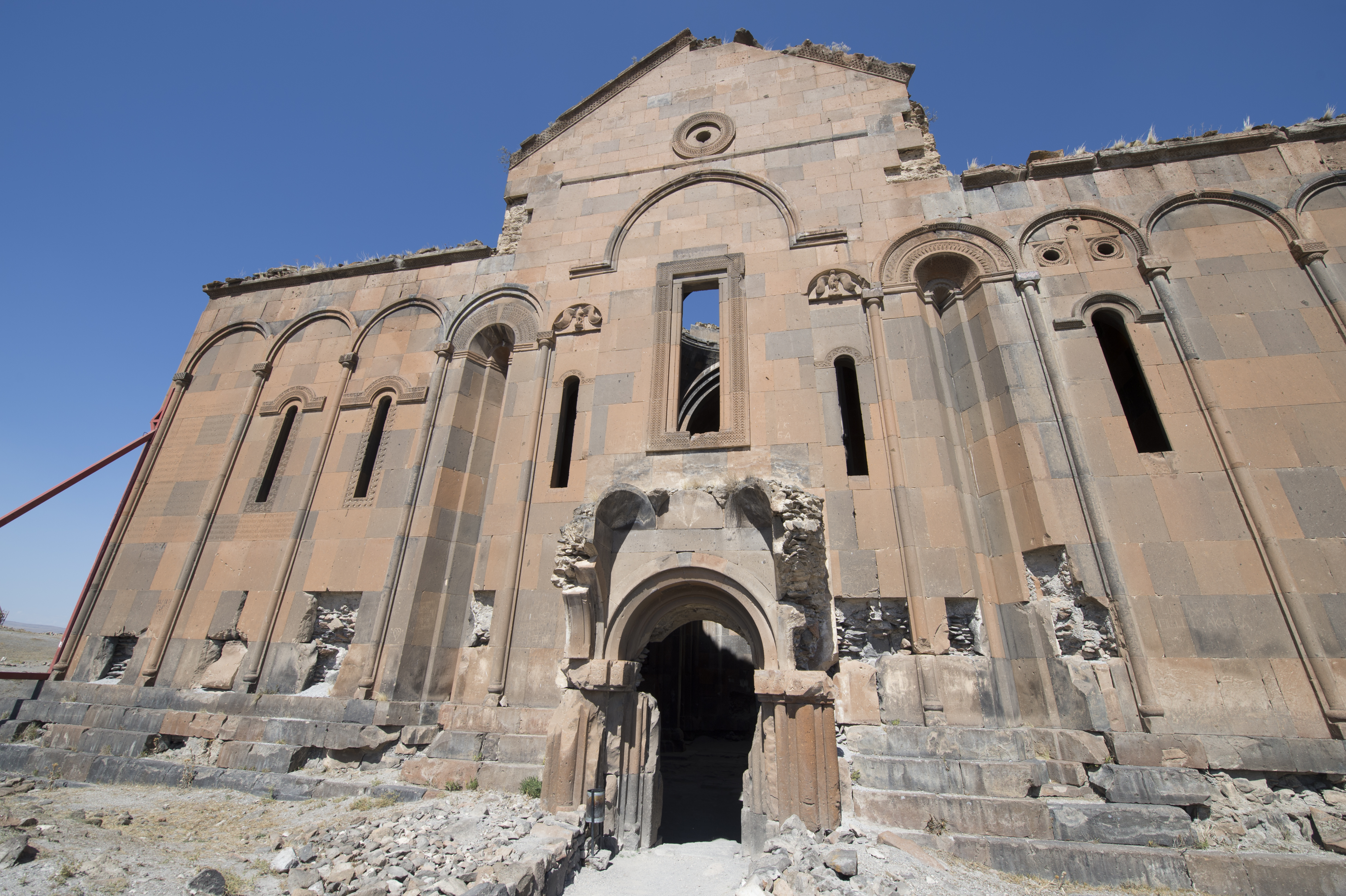
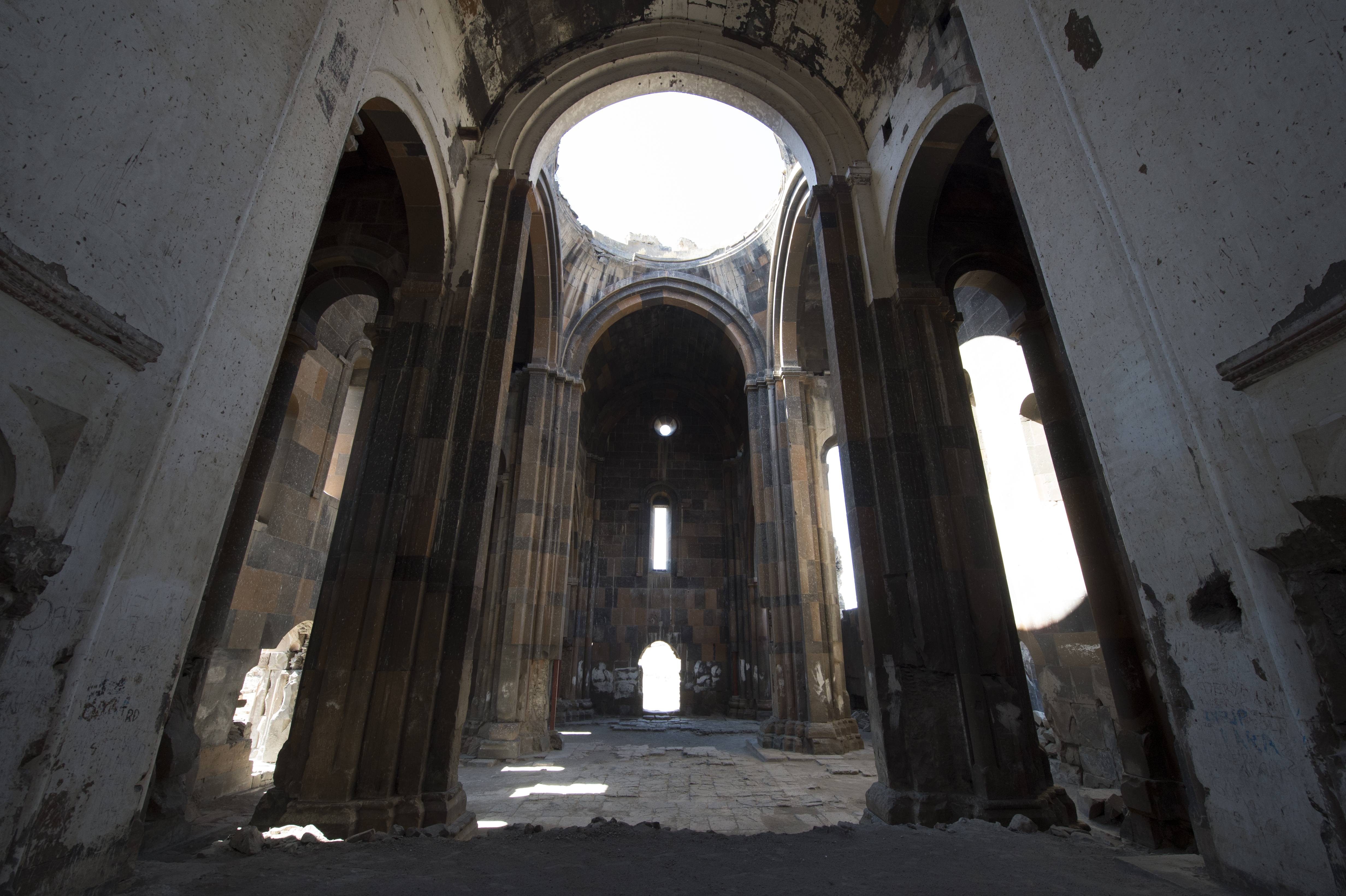
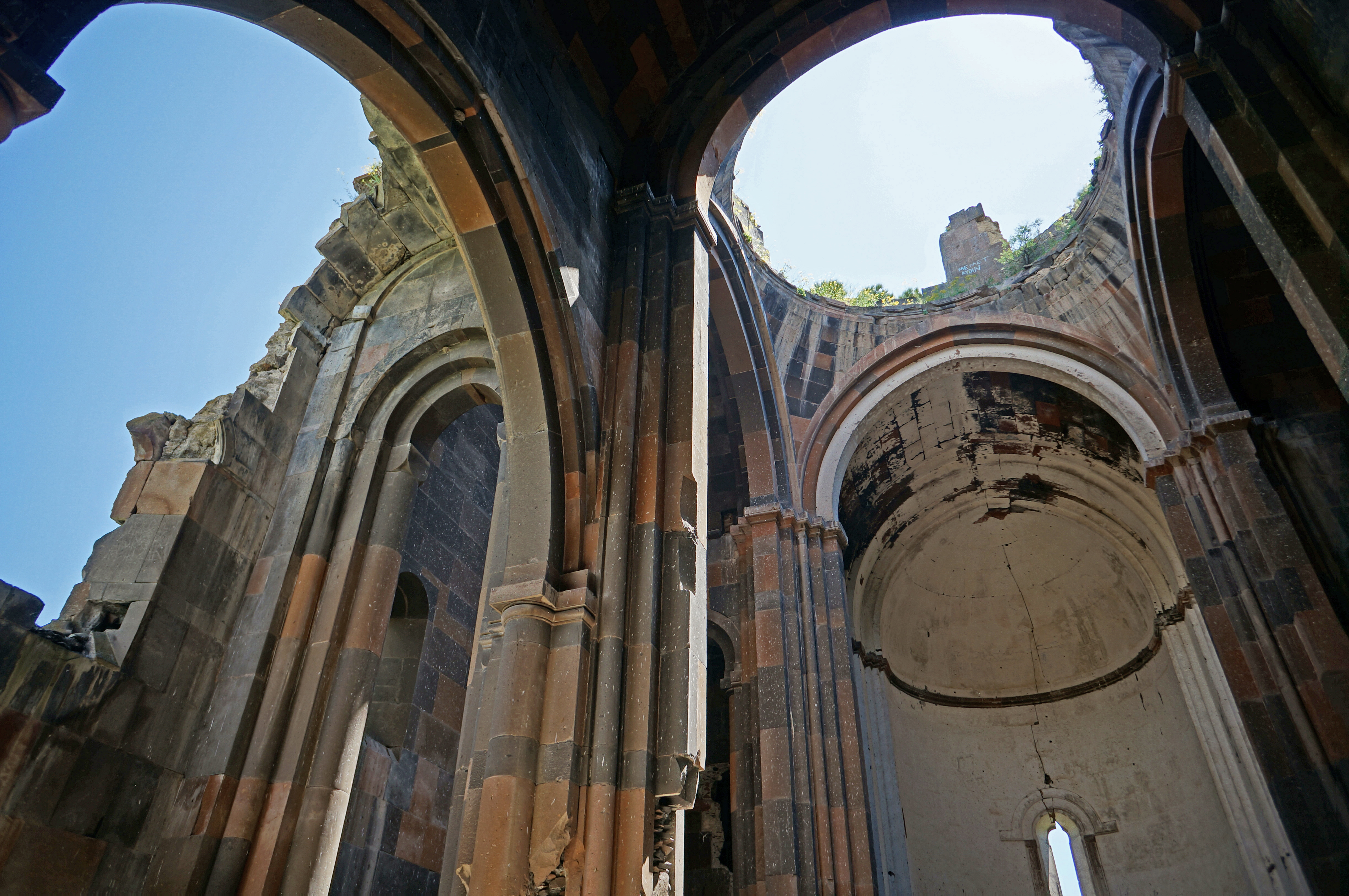
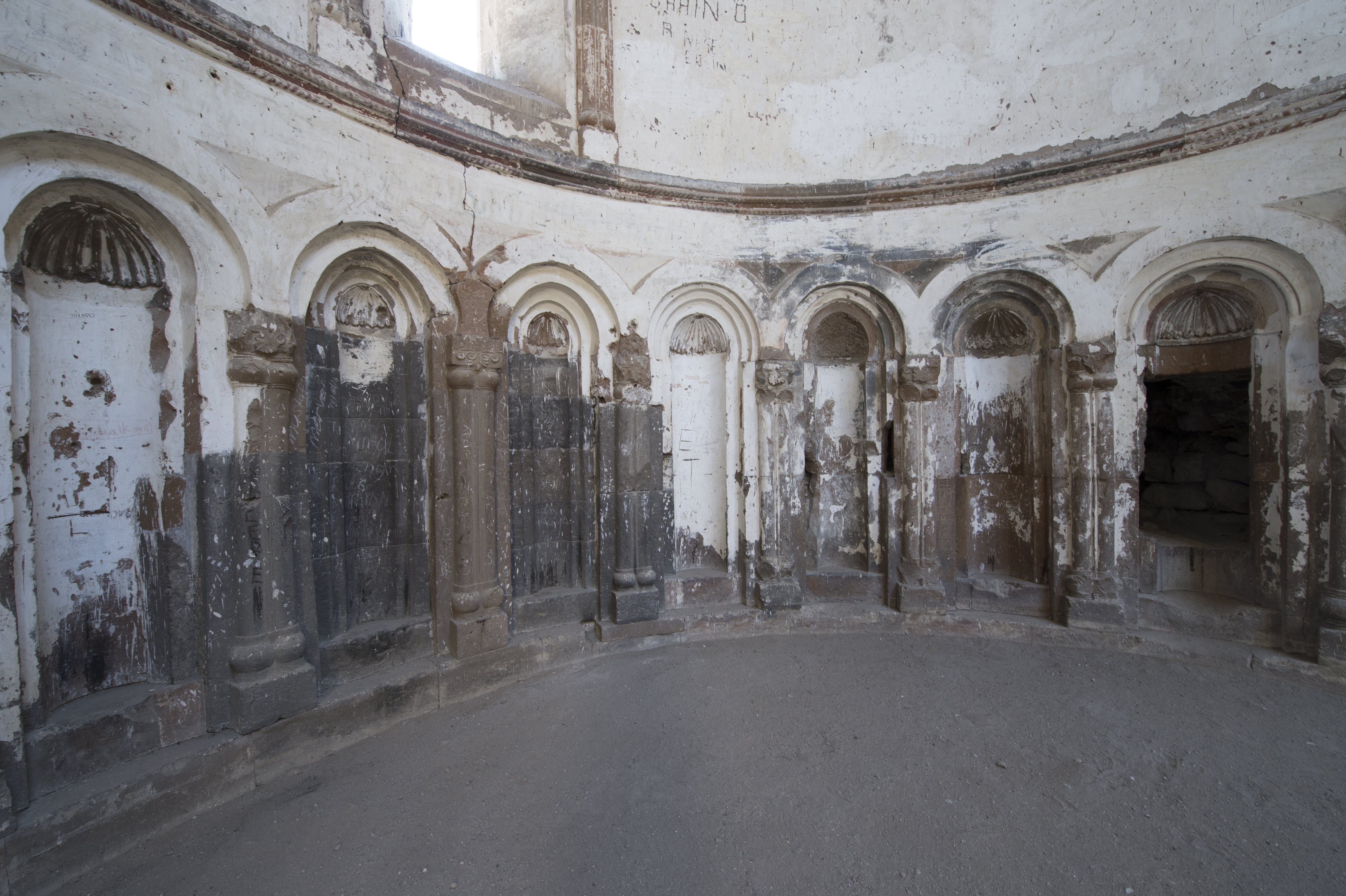
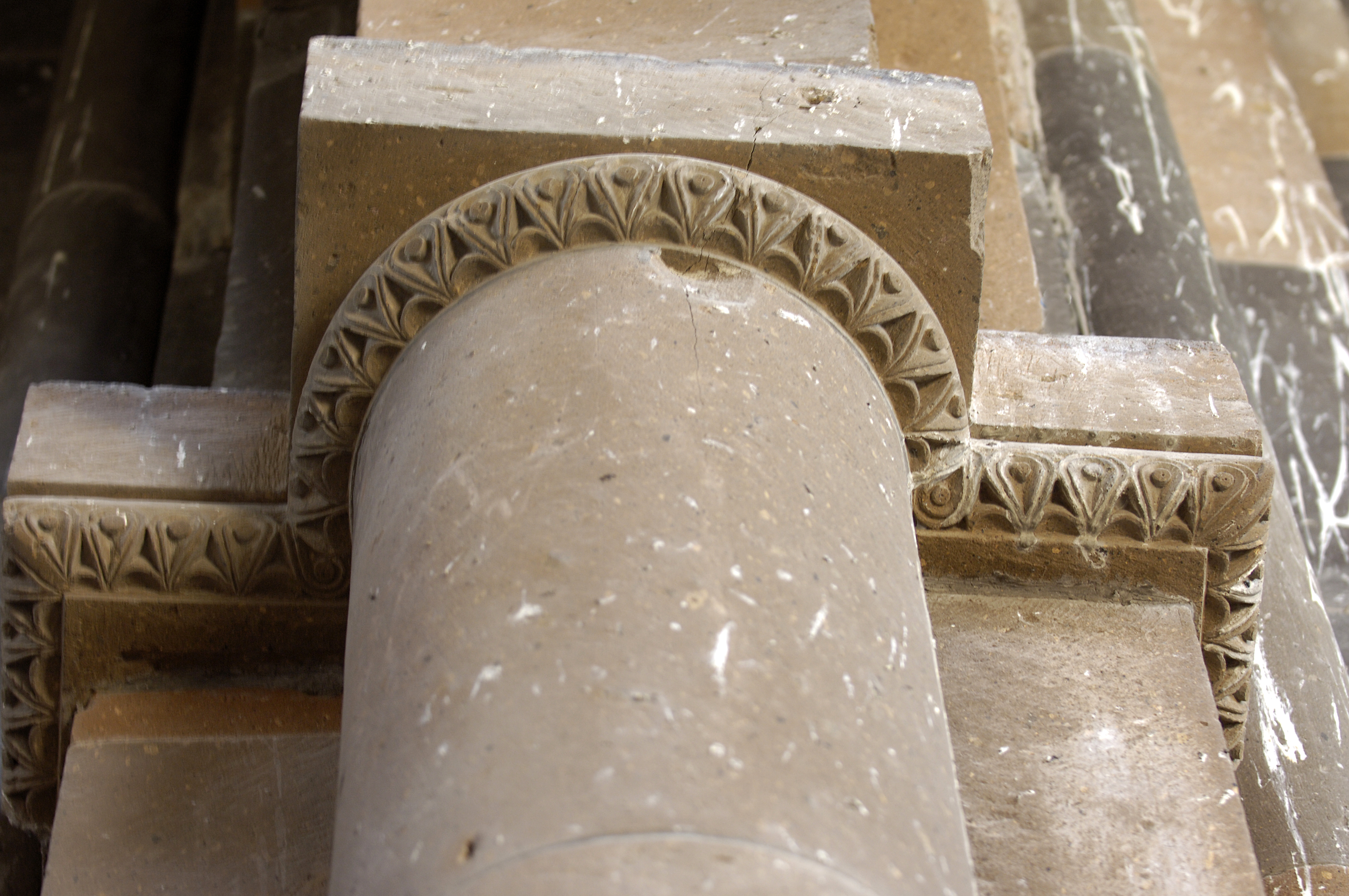

## Комментарии
1. ↑  «Катохике» — термин, используемый для обозначения нескольких крупных соборов, таких как Эчмиадзинский кафедральный собор, главный храм Армении.[3] Магакия определил слово «катохике» как «собор» и писал, что это слово использовалось, в частности, для Эчмиадзина. В современном армянском языке «катохике» также используется для обозначения Католической церкви. Оно происходит от древнегреческого слова καθολικός «кафоликос», что означает «универсальный». Собор был так назван как описание «универсальности» Христианской Церкви.[4]
2. ↑  Fethiye Camii is variously translated as "victory mosque",[31][44] "conquer mosque",[45] or "conquest mosque".[46]
3. ↑  "a fusion between basilica and central plan"[20] "In its form, the Cathedral is a centrally-planned basilica."; "Christina Maranci has analyzed the ways in which the cathedral at Ani innovates the domed basilica type ..."[10] "..domed basilicas like the Ani Cathedral ..."[68]
4. ↑  Toros Toramanian,[74] Tadevos Hakobyan,[72] and Artak Ghulyan[75] Артак Гулян - 34,3 на 21,9 метра..Мурад Асратян пишет 34,3 на 24,7 метра.[5]
По словам Акопяна, внутренняя часть собора имеет следующие размеры: 32 на 19,7 метра.[72]
5. ↑  "indisputably one of the masterpieces of Armenian architecture" [24] "a masterpiece of Armenian medieval architecture"[57] "հայ ճարտարապետության գլուխգործոցներից մեկը" [53] «Այն իրավացիորեն համարվում է հայկական ճարտարապետության մեծագործություններից մեկը»[81]
6. ↑  Եկեղեցու ներսի այդպիսի լուծումը, հատկապես մույթերի՝ ջլաղեղների նմանությամբ մասնատումը XII–XIV դդ. դարձել են Արմ. Եվրոպայում ձևավորված ու տարածված գոթական ճարտարապետության բնորոշ հատկանիշները: Русский: Эти элементы, особенно подпорные ари (аркбутан) в виде нервюр, были общими характеристиками готической архитектуры, зародившейся и распространившейся в Западной Европе в XIII–XIV веках[5]